# 14544 Ericjones
14544 Ericjones este un asteroid din centura principală de asteroizi.

## Descriere
14544 Ericjones este un asteroid din centura principală de asteroizi. A fost descoperit pe 29 septembrie 1997 la Kitt Peak National Observatory, în cadrul proiectului Spacewatch. Asteroidul prezintă o orbită caracterizată de o semiaxă mare de 3,06 ua, o excentricitate de 0,09 și o înclinație de 9,5° în raport cu ecliptica.